# Bardera
Bardera   este un oraș  în  Somalia.